# Teuchophorus monochaetus
Teuchophorus monochaetus är en tvåvingeart som beskrevs av Negrobov, Grichanov och Igor Shamshev 1984. Teuchophorus monochaetus ingår i släktet Teuchophorus och familjen styltflugor.
Artens utbredningsområde är Tadzjikistan. Inga underarter finns listade i Catalogue of Life.